# Вигано, Пьетро Андреа
Пье́тро Андре́а Вигано́ (итал. Pietro Andrea Viganò SJ, 11 марта 1858 года, Безана-ин-Брианца, Италия — 13 февраля 1921 года, Тортона, Италия) — католический прелат, епископ Хайдарабада с 25 октября 1897 по 1908 год. Член монашеского ордена иезуитов.

## Биография
Родился 11 марта 1858 года в коммуне Бизана-ин-Брианца, Италия. После получения богословского образования в семинарии был рукоположен в священники.
25 октября 1897 года папа Лев XIII назначил Пьетро Андреа Вигано епископом Хайдарабада. 23 января 1898 года в Мадрасе состоялось его рукоположение в епископы, которое совершил архиепископ Мадраса Джозеф Колган.
В 1908 году подал в отставку. 11 мая 1809 года назначен титулярным епископом Эзани и 7 июля 1913 года — вспомогательным епископом Тортоны.
Скончался 13 февраля 1921 года в Тортоне с титулом епископ-эмерит Хайдарабада.